# Remo Eyoma
Remo Eyoma (* 17. April 1981 in Äquatorialguinea) ist ein ehemaliger äquatorialguineischer Fußballspieler auf der Position eines Verteidigers. Er war zuletzt für Atlético Malabo und die äquatorialguineische Fußballnationalmannschaft aktiv.

## Karriere

### Verein
Seine Vereinskarriere begann Eyoma in seiner äquatorialguineischen Heimat, wo er bis zum Jahr 2005 im Kader des Hauptstadtklubs Atlético Malabo stand. Ob er dem Verein bereits davor angehörte und an der Seite von Deogracias Abaga, Lino Makuba und Torhüter Silvestre Ecolo, 2003 den Titel des Landesmeisters gewann, ist aus den Quellen hingegen nicht ersichtlich. Einen Titel gewann er in der Saison im Jahr 2005 mit der Mannschaft nicht. Ob er seine Karriere nach Ablauf der Saison 2000 beendete, weiterhin im Kader von Atlético Malabo verblieb oder zu einem anderen Verein wechselte und dort seine Karriere fortführte, ist nicht bekannt.

### Nationalmannschaft
Sein Debüt für die äquatorialguineische Fußballnationalmannschaft gab Eyoma am 9. April 2000, im Qualifikationsspiel zur Fußball-Weltmeisterschaft 2002 unter dem damaligen Trainer Raúl Eduardo Rodríguez gegen die Auswahl der Republik Kongo (1:3). Hier erzielte er in der 34. Minute das einzige Tor für seine Mannschaft in dieser Partie. Zusammen mit Torhüter Miguel Mba, José Ncogo und Chuku Obama, kam er auch bei der Niederlage im Rückspiel (2:1) zum Einsatz. Dieses Spiel war gleichzeitig auch sein letzter Einsatz im Trikot der Nzalang Nacional.